# Comedy TV
«Comedy TV» (рус. Комеди ТВ) — общероссийский развлекательный телеканал, существовавший с 23 июня 2008 по 1 сентября 2014 года. Совместный проект холдинга «Газпром-медиа» и студии «Comedy Club Production». Начал вещание 23 июня 2008 года в 12:00 по московскому времени со спутника Eutelsat W4 в пакете спутникового оператора «НТВ-Плюс». С 16 июля 2009 года официальным дистрибьютором телеканала Comedy TV являлся телевизионный холдинг «Ред Медиа». 1 сентября 2014 года «Comedy TV» был преобразован в «ТНТ-Comedy». Согласно федеральному закону «О защите детей от информации, причиняющей вред их здоровью и развитию» всем передачам канала был присвоен четвёртый возрастной уровень «16+».

## Содержание эфира
Эфир телеканала составляли фрагменты телешоу производства студии «Comedy Club Production», а также некоторые сериалы и передачи из СНГ:
- «Comedy Club»
- «Comedy Woman»
- «Наша Russia»
- «Убойная лига»
- «Смех без правил»
- «Убойной ночи»
- «Убойный вечер»
- «Разрушители пословиц»
- «Женская лига»
- «Шоу Ньюs»
- «Два Антона»
- «Comedy Club Minsk Style» (ранее)
- «Comedy Club Kiev Style»
- «Comedy Баттл»
- «Бункер News»
- «Comedy Баттл. Турнир»
- «Зайцев+1»
- «Реальные пацаны»
- «Универ»

Кроме привычных шоу от «Comedy Club Production», в эфир выходили материалы, не вошедшие в эти передачи. Также зрители канала могли узнавать подробности частной жизни участников Comedy Club и смотреть специальные репортажи с фестивалей Comedy Club, а также юмористические новости, снятые резидентами региональных филиалов Comedy (в основном, Воронежского, Нижегородского, Белгородского и др.) и соцопросы на улицах города. Раньше в эфире канала были выступления с кастингов в регионах, снятые специально для канала.
К моменту запуска канала в видеотеке «Комеди Клаб Продакшн» насчитывалось более 1000 часов видеоматериала собственного производства.

## Программы и телесериалы
Название каждой передачи начиналось со слова «Comedy».
| Название               | Описание |
| ---------------------- | --- |
| News                   | Юмористические новостные выпуски от корреспондентов «Шоу Ньюs» и «Comedy TV» (показ прекращён) |
| Open                   | Новые «звёзды» stand-up движения, открытые благодаря проектам «Comedy Club Production», а именно участники шоу «Смех без правил», «Убойная лига», «Убойной ночи», «Comedy Club Kiev Style» («Comedy Club Ukraine»), «Comedy Баттл». (показ прекращён) |
| Lady                   | Женский юмор, представленный фрагментами «Comedy Woman». |
| Star                   | 15-минутная нарезка выступления одного из постоянных резидентов «Comedy Club» или «Comedy Woman».(показ прекращён) |
| Music                  | Музыкальные номера, клипы и фрагменты живых концертов с участием резидентов «Comedy Club», групп: «U.S.B.», «Губы», «Два Антона» и «Нестрой Band» |
| Street                 | Уличные опросы прохожих на интересную, порой вымышленную тему. (показ прекращён) |
| Freestyle              | Небольшие программы снятые резидентами региональных филиалов «Comedy Club» а также лучшие фрагменты скетч-шоу «Женская лига» (показ прекращен фрагменты «Женской лиги» показываются вне рубрики)                                                      |
| Life                   | Различные направления comedy-движения в России и за её пределами (фестивали «Comedy Club» и программа «Бешенл джеографик»). (показ прекращён) |
| Live!                  | Нарезка материала, не вошедшего в программу «Comedy Club», рассказывающая о жизни резидентов «Comedy Club» вне сцены. (показ прекращён) |
| Слова                  | Текстовое межпрограммное наполнение, состоящее из лучших реприз и шуток. (показ прекращён) |
| Скетч                  | Лучшие фрагменты скетч-шоу «Наша Russia». (показ прекращён) |
| Yes comment            | Остроумный комментарий к сюжету. Пародия на рубрику «No comment» (Без комментариев) на телеканале Euronews. (показ прекращён) |
| Классика               | Номера Comedy Club ставшие классикой современного юмора. |
| «Разрушители пословиц» | Программа «Разрушители пословиц». Ведущие — «Сестры Зайцевы» — Роман Юнусов и Алексей Лихницкий. (показ прекращён) |
| «Убойный вечер»        | Юмористическое шоу «Убойный вечер». Ведущий — Таир Мамедов. (показ прекращён) |
| «Два Антона»           | Комедийный сериал с элементами мюзикла «Два Антона». В ролях — Тимур Батрутдинов и Гавр. (показ прекращён) |
| «Comedy Баттл. Турнир» | Юмористическая программа «Comedy Баттл. Турнир». Ведущий — Павел Воля. (показ прекращён) |
| «Бункер News»          | Юмористическое шоу «Бункер News». Ведущий — Леонид Школьник. (показ прекращён) |
| «Comedy Club»          | юмористическое шоу. Ведущий — Гарик Мартиросян |
| «Comedy Woman»         | женское юмористическое шоу. Ведущий — Дмитрий Хрусталёв |
| «Убойная лига»         | юмористическое шоу с финалистами Смеха без правил. Ведущий — Леонид Школьник (ранее Павел Воля и Владимир Турчинский, один выпуск провёл Руслан Белый)                                                                                                |

## Вещание

### Кабельное
- Билайн ТВ — пакет «Базовый»
- Акадо — пакет «Микс»
- Воля-Кабель (Киев) — пакет «Вселенная»
- Дом.ru — пакет «Базовый»
- OnLime (НКС)
- Ростелеком — пакет «Популярное ТВ»
- NetByNet — пакет «Телемикс»
- Alma TV

### Спутниковое
- Спутниковое вещание осуществлялось на платформах «НТВ-Плюс», «Триколор ТВ», «Радуга ТВ» и «Континент ТВ».
- 27 декабря 2011 года в пакете спутникового оператора «Восточный Экспресс» «Comedy TV» был заменён на ТНТ (MSK+7)[5].
- В 2013 году в пакете украинского оператора «Xtra TV» телеканал был заменён на «Sony Sci-Fi».

| Спутник                  | Провайдер    | Дата начала вещания  | Платный пакет   | Частота, GHz | Поляр. | Тип сигнала | Кодирование | Скорость потока (SR) | FEC |
| ------------------------ | ------------ | -------------------- | --------------- | ------------ | ------ | ----------- | ----------- | -------------------- | --- |
| Eutelsat 36A 36° в. д.   | НТВ-Плюс     | 23 июня 2008 года    | Развлекательный | 12341        | L      | MPEG-2      | Viaccess    | 27500                | 3/4 |
| Eutelsat 36B 36° в. д.   | Триколор ТВ  | 1 ноября 2010 года   | Оптимум         | 11881        | L      | MPEG-2      | DRE-Crypt   | 27500                | 3/4 |
| ABS-1 75° в. д.          | Радуга ТВ    | 25 ноября 2010 года  | Базовый         | 12670        | V      | MPEG-2      | Irdeto      | 22000                | 7/8 |
| Intelsat 15 85,15° в. д. | Континент ТВ | 31 декабря 2010 года | Классический    | 12600        | V      | MPEG-4      | Irdeto      | 30000                | 2/3 |